# Gyuricza Béla
Gyuricza Béla Bálint (Endrőd, 1939. március 23. – Budapest, 1999. május 24.) katonatiszt, altábornagy, a hadtudomány kandidátusa, politikus. 1991 és 1994 között a Magyar Honvédség szárazföldi csapatainak parancsnoka. 1994-től haláláig országgyűlési képviselő, valamint 1998-tól haláláig a Miniszterelnöki Hivatal védelmi és nemzetbiztonsági ügyekkel foglalkozó politikai államtitkára.

## Életpályája
A Békés vármegyei Endrődön született földműves családba, de az általános iskolát a Tolna vármegyei Németkéren végezte. Középiskolai tanulmányait Szekszárdon kezdte, de egy évre rá felkerült Budapestre, ahol a II. Rákóczi Ferenc Gimnázium tanulója lett. Az érettségit 1957-ben viszont a szekszárdi Garay János Gimnáziumban tette le. A katonai pálya már korán érdekelni kezdte, de eredeti tervét, hogy repülős tiszt legyen, nem tudta megvalósítani, így először a Csepeli Motorkerékpárgyárban kezdett szerelőként dolgozni. 1959-ben a sorkatonai szolgálat keretében behívták katonának, majd elvégezte az Egységes Tiszti Iskolát. 1962-ben avatták fel hivatásos katonának, először a budapesti Kinizsi Pál Laktanyában, majd 1963-tól négy éven át Szolnokon volt szakaszparancsnok. Eközben Moszkvában, az összfegyvernemi katonai akadémián tanult, ahol 1971-ben végzett. Ezt követően egy ejtőernyős felderítő alakulat parancsnokává nevezték ki őrnagyi rendfokozatban. 1975-ben került Székesfehérvárra, ahol először törzstisztként szolgált. 1976-tól ismét Moszkvában tanult, a vezérkari akadémián. 1978-as hazatérésre után Székesfehérváron a hadsereg felderítőfőnökévé nevezték ki. 1984-ben átvezényelték Zalaegerszegre, ahol a 8. gépesített lövészhadosztály, 1986-ban a 9. számú hadosztály parancsnoka lett. 1987-ben a kaposvári gépesített lövészhadtestnél lett parancsnok. Eközben 1985-ben tábornok lett, vezérőrnaggyá nevezték ki. A rendszerváltás a székesfehérvári 5. hadsereg parancsnokaként érte, 1990-ben altábornaggyá léptették elő. 1991-ben, az átalakított Magyar Honvédség szárazföldi csapatainak parancsnoka lett. 1994-ben nyugdíjazták, majd 1999-ben nyugalmazott vezérezredesi rangot kapott.
Sokat foglalkozott a hadtudomány kérdéseivel is. 1978-tól Tudományos Ismeretterjesztő Társulat keretében adott elő, valamint a Magyar Hadtudományi Társaság alapító tagja, majd 1990-től elnökhelyettese volt. 1994-ben védte meg a hadtudomány kandidátusi értekezését, az MTA Hadtudományi Bizottságában is tevékenykedett. Tanulmányokat jelentetett meg a Honvédelem, a Honvédségi Szemle és a Hadtudomány című szakfolyóiratokban, emellett 1991 és 1994 között a Szárazföldi Csapatok című szaklap szerkesztőbizottsági elnöke volt. 1993-tól a Levegő Hősei Alapítvány kuratóriumának, illetve 1995-től a Honvédség és Társadalom Baráti Kör székesfehérvári elnöke volt. 1993-ban a Magyar Köztársasági Érdemrend középkeresztjével tüntették ki (katonai tagozat).

### Politikai pályája
Bár 1961-től 1989-ig a Magyar Szocialista Munkáspárt tagja volt, közéletileg csak a rendszerváltás után lett aktív. 1994-ben Orbán Viktor Fidesz-elnök felkérte katonapolitikai szakértőnek, illetve az 1994-es országgyűlési választáson a Fidesz országos listáján nyolcadik helyéről szerzett mandátumot. A pártba nem lépett be. Az Országgyűlés honvédelmi bizottságának alelnökévé választották, valamint a társadalmi szervezetek költségvetési támogatását előkészítő bizottságban is dolgozott. Az 1998-as országgyűlési választáson a Székesfehérvár központú Fejér megye 2. számú választókerületben indult a Fidesz és a Magyar Demokrata Fórum közös jelöltjeként, amit megnyert, így egyéni mandátumot szerzett. Az első Orbán-kormány megalakulásakor a Miniszterelnöki Hivatal védelmi és nemzetbiztonsági ügyekkel foglalkozó politikai államtitkárává nevezték ki, a pozíciót súlyos betegség következtében bekövetkezett haláláig töltötte be.

## Díjai, elismerései
- Kiváló Szolgálatért Érdemrend (1984)
- A Magyar Köztársasági Érdemrend középkeresztje katonai tagozat (1993)
- Székesfehérvár díszpolgára (posztumusz, 1999)